# Generazione bho
Generazione bho è un singolo del rapper italiano Fedez, pubblicato il 29 settembre 2014 come primo estratto dal quarto album in studio Pop-Hoolista.

## Video musicale
Il video musicale, diretto da Jacopo Rondinelli, è stato pubblicato il 29 settembre 2014 attraverso il canale YouTube del rapper.

## Classifiche
| Classifica (2014) | Posizione massima |
| ----------------- | ----------------- |
| Italia            | 15                |